# Psychométrie du racisme
La psychométrie du racisme est un domaine émergent qui vise à mesurer l'incidence et les impacts du racisme sur le bien-être psychologique des personnes de toutes races. À l'heure actuelle, rares sont les instruments qui tentent de saisir l'expérience du racisme dans toute sa complexité.

## Inventaires autodéclarés
Le Schedule of Racist Events ou SRE (Calendrier des événements racistes) est un questionnaire permettant d'évaluer la fréquence de la discrimination raciale dans la vie des Afro-Américains créé en 1998 par Hope Landrine (en) et Elizabeth A. Klonoff. Le SRE est un inventaire d'auto-évaluation de 18 éléments, qui mesure la fréquence d'événements racistes spécifiques au cours de l'année écoulée et au cours de la vie entière, et évalue dans quelle mesure cette discrimination était stressante.
D'autres outils psychométriques pour évaluer les impacts du racisme comprennent :
- La Racism Reaction Scale (Échelle de réaction au racisme) ou RRS ;
- La Perceived Racism Scale (Échelle de racisme perçu) ou PRS ;
- L'Index of Race-Related Stress (Indice de stress lié à la race) ou IRRS ;
- La Racism and Life Experience Scale-Brief Version (version brève de l'Échelle du racisme et de l'expérience de vie) ou RaLES-B ;
- La Telephone-Administered Perceived Racism Scale (Échelle de racisme perçu administrée par téléphone) ou TPRS[4].

## Mesures physiologiques
Dans un résumé de recherches, Jules P. Harrell (en), Sadiki Hall et James Taliaferro décrivent comment un nombre croissant de recherches ont exploré l'impact des rencontres avec le racisme ou la discrimination sur l'activité physiologique. Plusieurs études suggèrent que des niveaux de pression artérielle plus élevés sont associés à une tendance à ne pas se souvenir ou ne pas signaler des événements identifiés comme racistes et discriminatoires. En d'autres termes, le fait de ne pas reconnaître les cas de racisme est directement influencé par la tension artérielle de la personne victime de l'événement raciste.